# Самбур
 Самбур — деревня Торбеевского района Республики Мордовия в составе Никольского сельского поселения. 

## География
Находится на расстоянии примерно 5 километров по прямой на запад от районного центра поселка Торбеево.

## История
Известна с 1866 года, когда она была учтена как  владельческое деревня Спасского уезда из 35 дворов, во второй половине XIX века была построена деревянная Никольская церковь.

## Население
Постоянное население составляло 73 человека (русские 92%) в 2002 году, 80 в 2010 году .